# Airbus A400M
Airbus A400M Atlas je evropský čtyřmotorový turbovrtulový transportní letoun. Vyvinutý byl společností Airbus Military (nyní Airbus Defence and Space) jako taktický letoun se strategickými schopnostmi jako náhrada za starší letouny jako Transall C-160 a Lockheed C-130 Hercules. Co do velikosti je A400M někde mezi C-130 a C-17; je schopný přepravovat těžší náklad než C-130 a schopný provozu na nezpevněných plochách. Pokud je vybaven příslušným zařízením může letoun A400M vedle přepravní role provádět tankování paliva za letu a lékařskou evakuaci.
První let byl plánován na rok 2008, ale nakonec se uskutečnil 11. prosince 2009 v Seville ve Španělsku. Mezi lety 2009 a 2010 čelil A400M stornování v důsledku zpoždění vývojového programu a překročení nákladů; zákaznické země se však podporu projektu rozhodly zachovat. V červenci 2011 se 8 zemí rozhodlo celkem objednat 174 letounů A400M. V březnu 2013 letoun obdržel certifikaci Evropské agentury pro bezpečnost letectví (EASA) a první letouny byly francouzskému letectvu dodány v srpnu 2013. Mimo Evropu byl objednán Tureckem a Malajsií.

## Vývoj

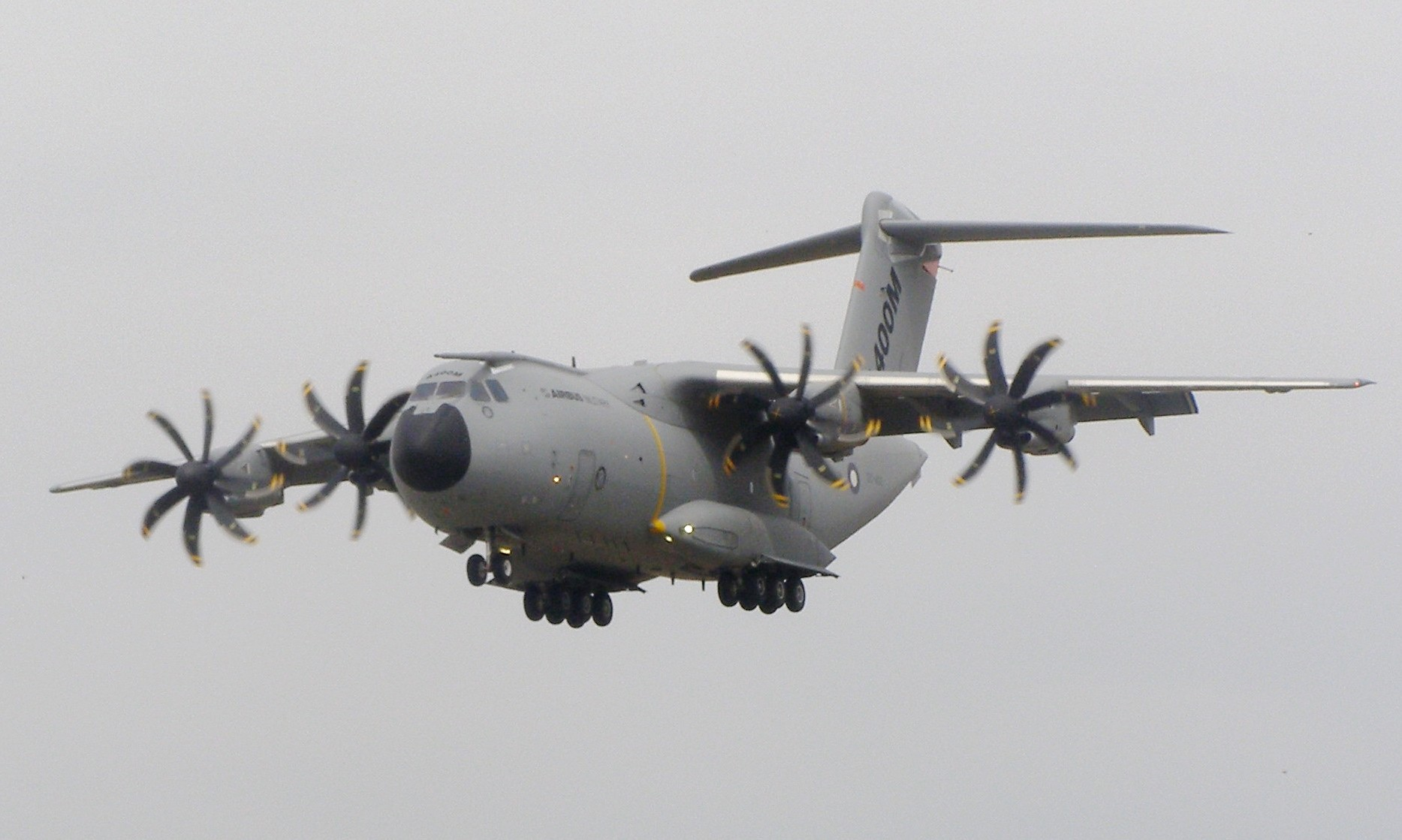
Druhý prototyp A400M "Grizzly2" během Farnborough Airshow v roce 2010

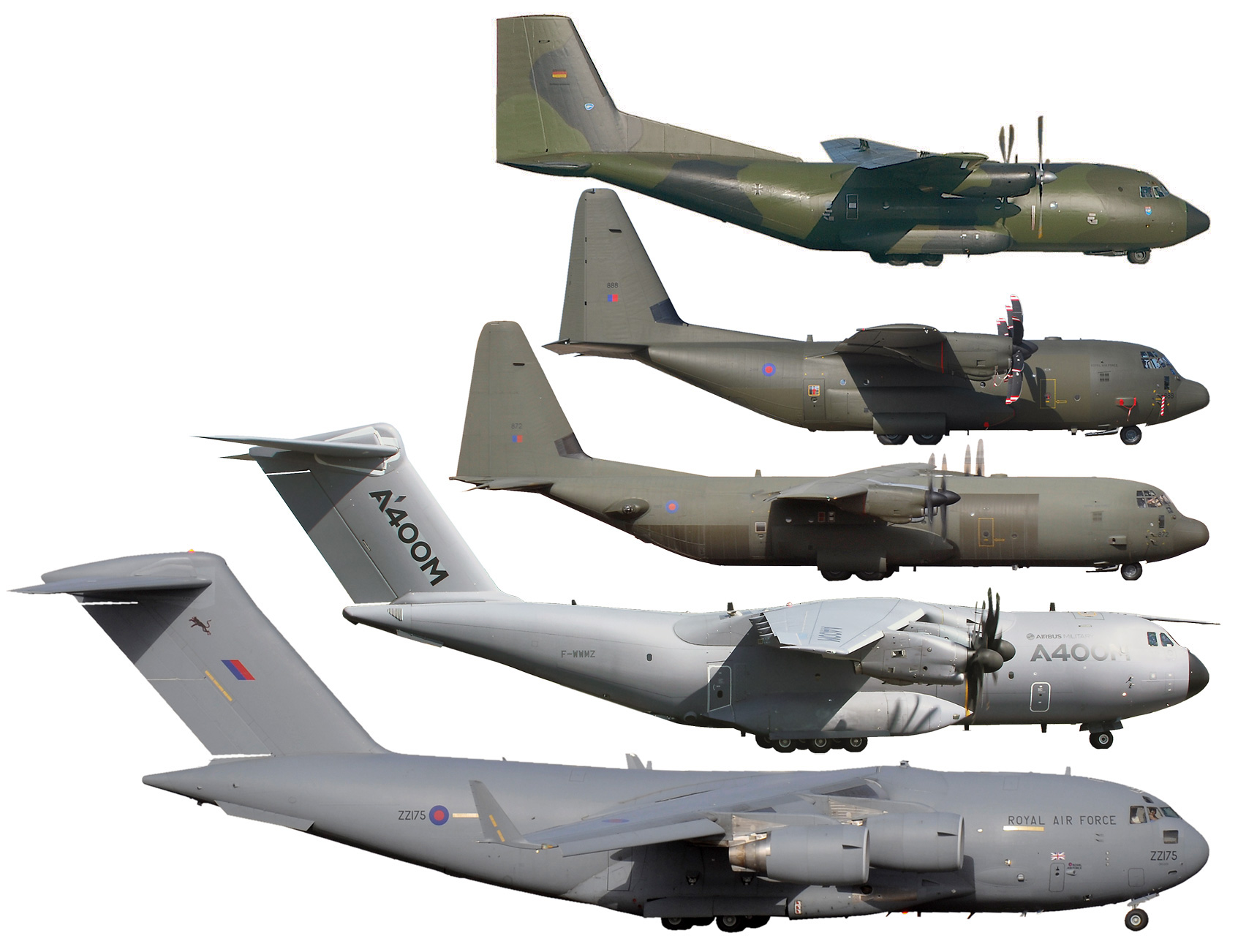
A400M (druhý odspodu) a letadla, které má nahradit nebo doplnit: C-160, C-130, C-130J-30 a C-17.

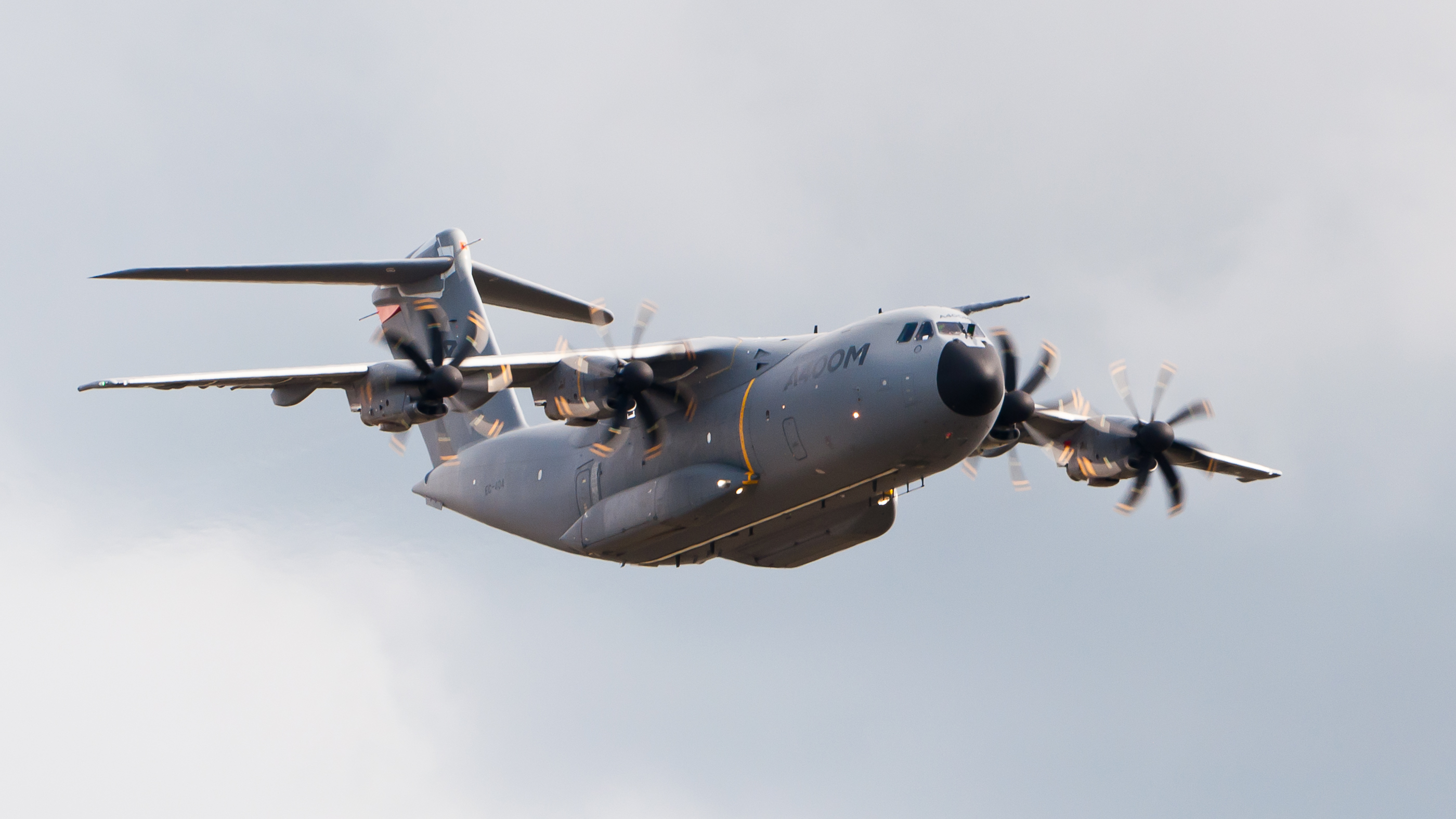
Let prototypu (MSN004, EC-404) nad Berlínem v roce 2012

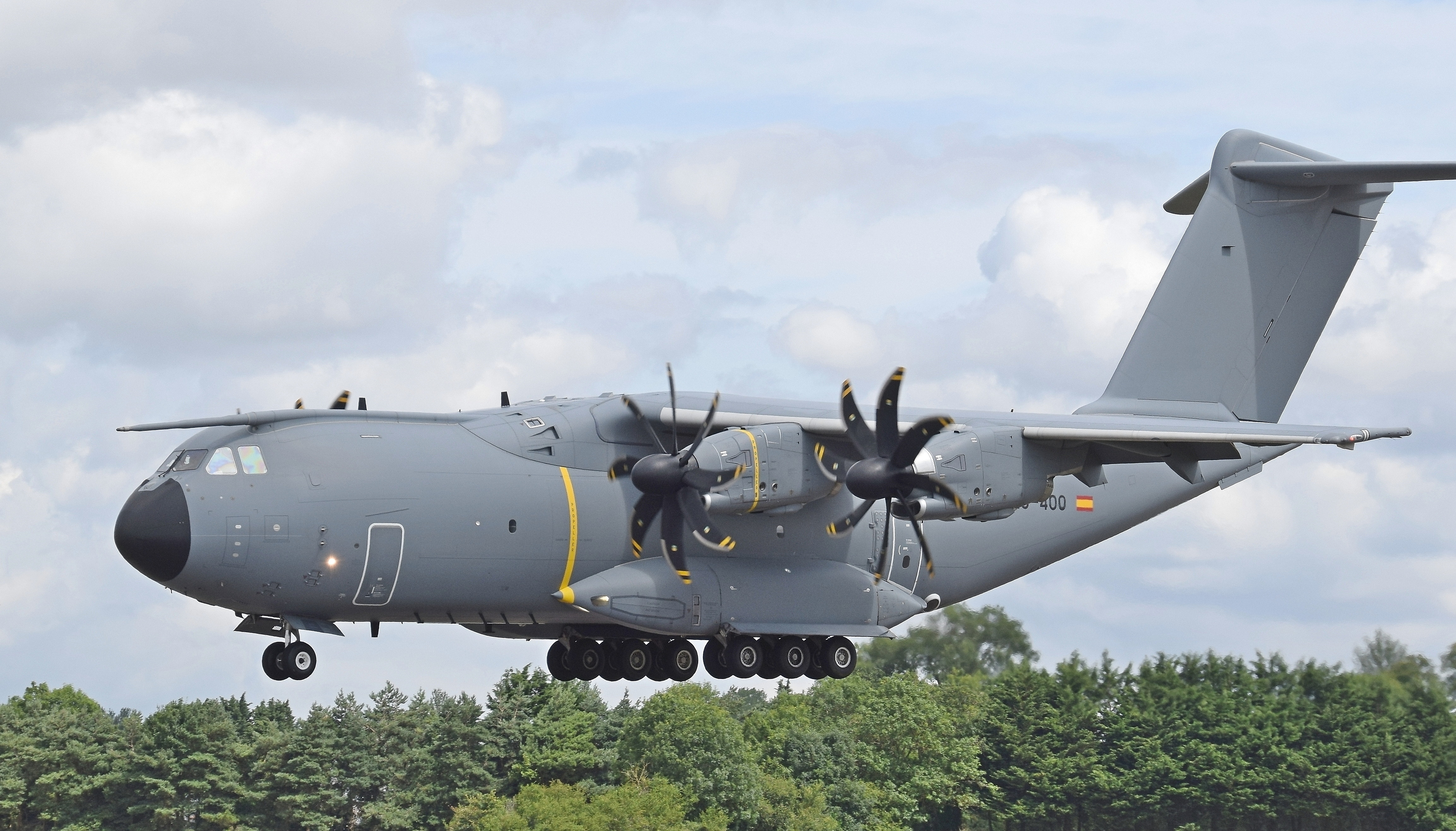
A400M (EC-400) přiletá na RIAT v 2019, Anglie

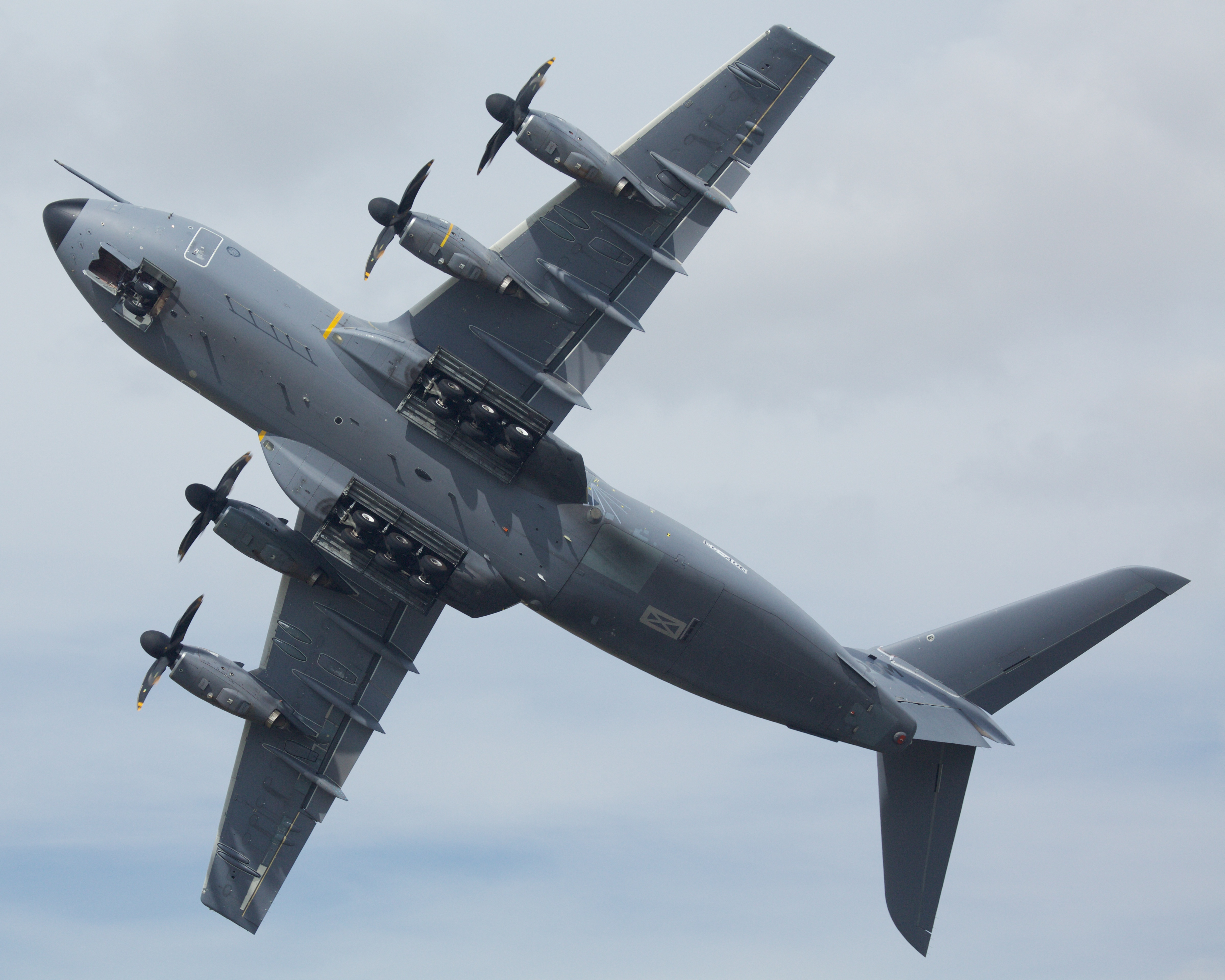
A400M zespodu

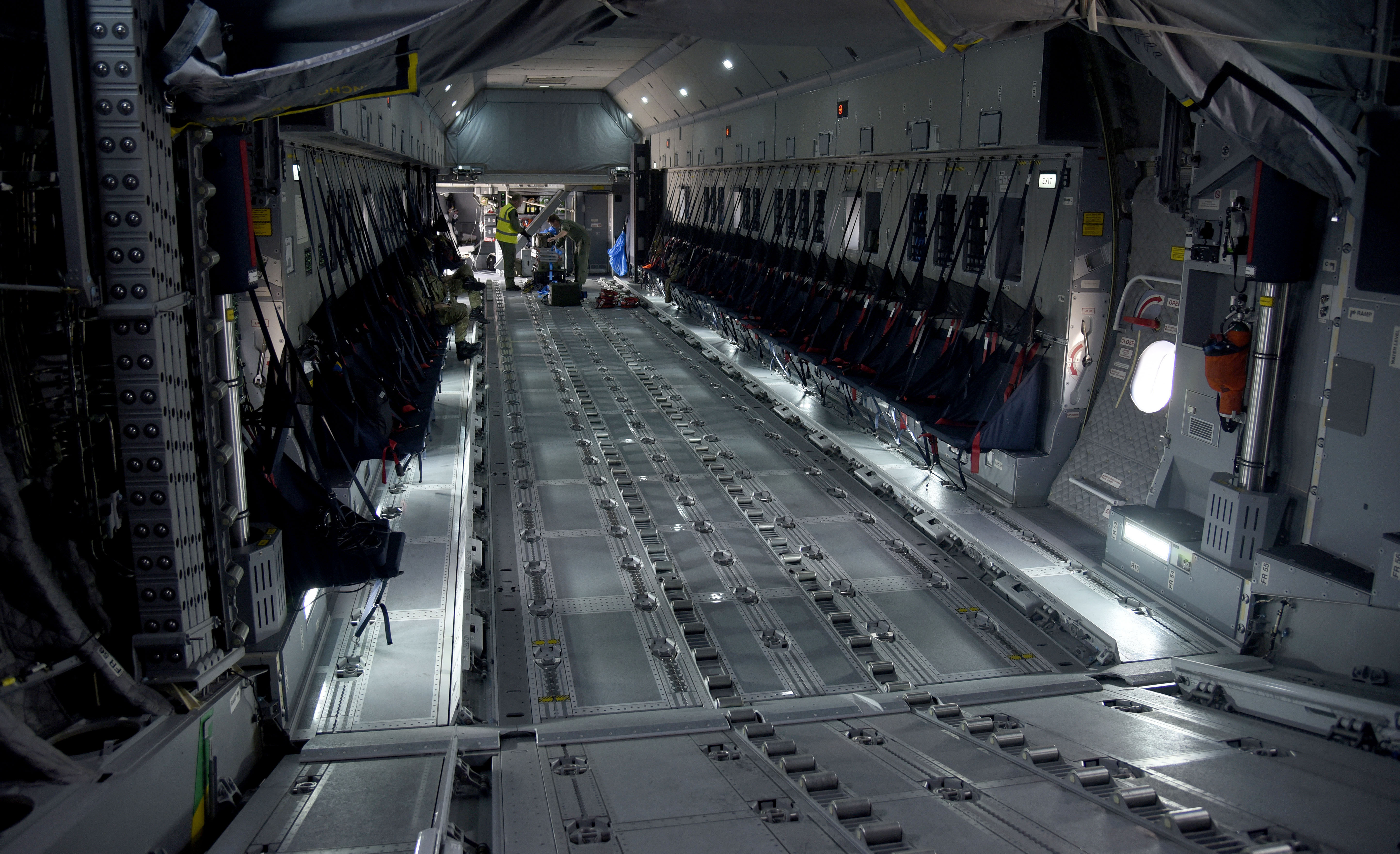
Nákladový prostor

Na počátku projektu byla skupina firem Future International Military Airlifter (FIMA) založená v roce 1982, kterou tvořily Aérospatiale, British Aerospace, Lockheed Corporation a MBB. FIMA měla vyvinout náhradu za stroje C-130 Hercules a C-160 Transall. Měnící se požadavky a komplikace mezinárodní politiky se podepsaly na pomalém pokroku. V roce 1989 Lockheed skupinu opustil a soustředil se na vývoj druhé generace C-130 Hercules (C-130J). Poté, co se přidaly Alenia a CASA, se ze skupiny Future International Military Airlifter stala Euroflag.
Na počátku požadovaly partnerské země, Francie, Německo, Itálie, Španělsko, Velká Británie, Turecko, Belgie a Lucembursko celkem 212 letadel. Poté, co od projektu odstoupila Itálie a ostatní státy přehodnotily své požadavky, bylo objednáno celkem 180 letadel. Dne 28. dubna 2005 se k projektu připojila Jihoafrická republika.
Airbus A400M nahradí v leteckých silách příslušných zemí stroje C-130 Hercules a C-160 Transall, které v nich po desítky let zastávaly funkci hlavních transportních letounů. A400M bude prvním letadlem od Airbusu od počátku projektovaným jako vojenské.
Airbus A400M zvýší přepravní kapacitu a dolet oproti letounům, které nahradí. Očekává se, že přepravní kapacita vzroste na dvojnásobek (jak v hmotnosti nákladu, tak i v objemu) a dolet se rovněž významně prodlouží. Stejně jako ostatní letouny od Airbusu bude mít A400M „skleněný kokpit“ a fly-by-wire systém a bude představovat velký technologický skok oproti srovnatelným starším letounům C-130 a C-160.
A400M bude možné provozovat v mnoha různých konfiguracích. Mezi ně bude patřit konfigurace pro přepravu nákladu, přepravu vojáků, MEDEVAC, vzdušný tanker a elektronický průzkum.
Problematickou otázkou byl výběr dodavatele motorů EuroProp. Až do poslední chvíle byl za jistého vítěze považován Pratt & Whitney Canada díky výhodnějším nákladům a technologiím. Ale tlak evropských vlád na poslední chvíli změnil postoj Airbusu. Vývoj a výrobu motorů zajistily společnosti Rolls-Royce, Safran, MTU AeroEngines a ITP Aero.
Politické a finanční průtahy s A400M způsobily, že britské letectvo odstartovalo program Short Term Strategic Aircraft (STSA), v kterém si vybralo C-17 jako prozatímní řešení nedostatku strategické přepravní kapacity než A400M vstoupí do služby. Následující zkušenosti s letouny C-17 vedly RAF k prodloužení původního pronájmu. 21. července 2004 oznámil Geoff Hoon, že RAF své čtyři stroje C-17 po skončení pronájmu odkoupí. Navíc si RAF objednala ještě jeden kus.
9. prosince 2004 jihoafrické letectvo oznámilo, že zakoupí osm strojů a šest opcí na A400M. Tím se Jihoafrická republika připojila k týmu Airbus Military jako průmyslový partner. Stroje měly být dodávány od roku 2013. (Objednávka však byla o pět let později zrušena.)
18. července 2005 chilské letectvo podepsalo memorandum o porozumění o nákupu tří letounů mezi lety 2018 a 2022.
Tato objednávka byla ale později zrušena.
8. prosince 2005 si Malajsie objednala čtyři A400M, které nahradí její flotilu stárnoucích C-130.
Dalším potenciálním zákazníkem je Kanada. Na konci roku 2005 kanadské Ministerstvo národní obrany oznámilo, že 13 z celkem 19 stárnoucích strojů CC-130E bude nahrazeno 16 novými taktickými transportními letouny. Mezi typy, které by Kanada mohla nakoupit, patří mimo Airbusu A400 i Lockheed C-130J a Boeing C-17.
A400M se začal vyrábět v Seville v závodě EADS Spain (součást Airbus Military) v říjnu 2006 tempem tři letouny za měsíc. První zkušební let se očekával v druhém čtvrtletí roku 2008, uskutečnil se ale až 11. prosince 2009 v Seville. Sériová výroba A400M byla zahájena v roce 2011 a první takto vzniklý stroj (výr. č. MSN007) byl zalétán 6. března.
A400M obdrželo certifikaci v březnu 2013. První letadlo bylo Francouzskému letectvu doručeno v srpnu téhož roku.

## Služba

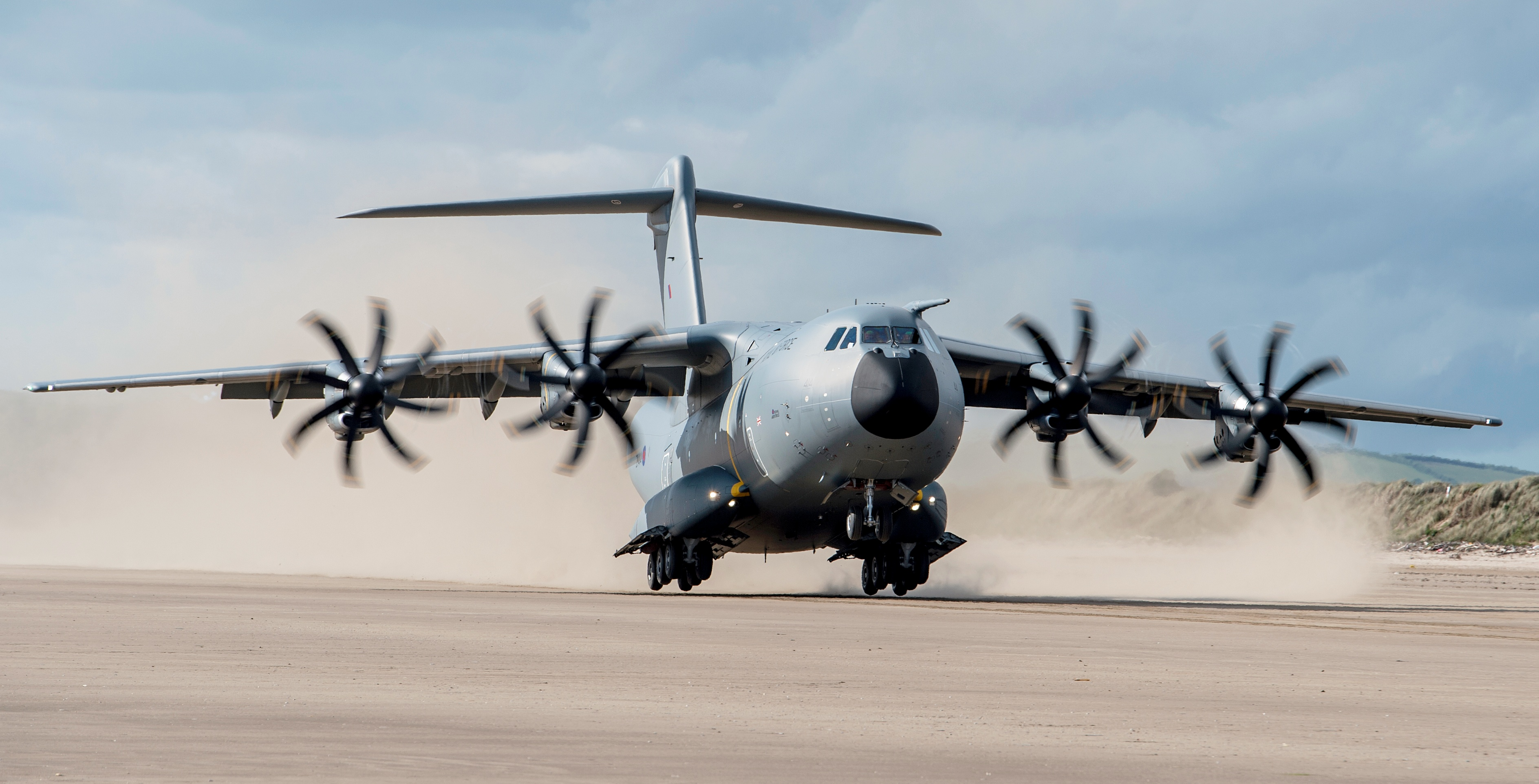
Přistání RAF Airbus A400M

Francouzské letectvo poprvé využilo A400M Operaci Serval 29. prosince 2013.
RAF svůj první letoun A400M (MSN015) převzalo v listopadu 2014. Dne 10. září 2015 bylo Royal Air Force prohlášeno za lídra flotily A400M, pokud jde o letové hodiny, přičemž bylo nalétáno 900 hodin během 300 letů s flotilou čtyř letadel. V březnu 2015 došlo k první operační misi RAF na základnu RAF Akrotiri na Kypru.
Německá Luftwaffe převzala svůj první A400M (MSN019) v prosinci 2014.

### Vývoz

#### JAR
V prosinci 2004 Jihoafrická republika oznámila, že nakoupí osm letadel typu A400M v ceně zhruba 837 milionů eur, zároveň se vstupem do klubu Airbus Military jako průmyslový partner. Dodávky byly očekávány mezi roky 2010 a 2012. V roce 2009 Jihoafrická republika zrušila všech osm objednávek. Dne 29. prosince 2011 Airbus Military souhlasili s refundací plateb v plné výši – 837 milionů eur jihoafrické agentuře Armscor.

#### Ostatní
Airbus Military v roce 2006 nabídlo A400M Kanadě v tendru na 17 nových taktických letounů jako náhradu za staré letouny Lockheed C-130E. Kanada však místo toho objednala čtyři letouny Boeing C-17 Globemaster III s 17 Lockheed C-130J Super Hercules.
Turecko s 5,5 % podílem v programu A400M obdrželo svůj první letoun (MSN009) 4. dubna 2014.
V prosinci 2005 Malajsijské královské letectvo objednalo 4 A400M pro doplnění své flotily letadel Lockheed C-130 Hercules. První stroj (MSN022) převzalo v březnu 2015.
V listopadu 2016 začalo první A400M provozovat Španělsko.

## Uživatelé

Operační rozsah A400M s 20 a 30 tunami při vzletu z Paříže

| Datum              | Země               | Objednávky  | Dodáno | Vstup do služby | Poznámky |
| ------------------ | ------------------ | ----------- | ------ | --------------- | --- |
| 27. května 2003    | Německo            | 53          | 37     | prosinec 2014   | Objednávka snížena z 60 na 53 (plus 7 možností), a se pokusí 13 integrovat do mezinárodní transportní aliance.                                                                       |
| 27. května 2003    | Francie            | 50          | 19     | srpen 2013      | |
| 27. května 2003    | Španělsko          | 27          | 13     | listopad 2016   | Původní rozpočet €3,453M zvýšen na €5,493M v roce 2010. Dodávka 13 letounů zpožděna na roky 2025–2030.                                                                               |
| 27. května 2003    | Spojené království | 22          | 22     | listopad 2014   | Objednávka snížena z 25 na "minimálně 22". |
| 27. května 2003    | Turecko            | 10          | 10     | duben 2014      | |
| 27. května 2003    | Belgie             | 7           | 6      | Prosinec 2020   | |
| 27. května 2003    | Lucembursko        | 1           | 1      | říjen 2020      | Umístěny v Belgii jako součást flotily více zemí. |
| 8. prosince 2005   | Malajsie           | 4           | 4      | březen 2015     | První země mimo NATO, která obstarala A400M. Poslední A400M dodán v březnu 2017. |
| 1. září 2021       | Kazachstán         | 2           | 0      | Očekáváno 2024  | Dodávky naplánovány od 2024. |
| 18. listopadu 2021 | Indonésie          | 2 (4 možné) | 0      | Očekáváno 2026  | Dva A400M v konfiguraci MRTT byly objednány, aby posílily vojenskou leteckou přepravu země a možnosti tankování ze vzduchu; dopis o záměru obsahuje možnosti pro čtyři další letadla |
| Celkem             |                    | 178         | 110    |                 | |

## Specifikace

### Obecná charakteristika
- Posádka: 3–4 (2 piloti, možnost volby tří pilotů, 1 nákladový důstojník)
- Kapacita: 116 vojáků/výsadkářů
- Délka: 45,10 m
- Rozpětí: 42,40 m
- Výška: 14,70 m
- Nosná plocha: 225,10 m²

### Hmotnosti
- Hmotnost prázdného stroje: 78 600 kg
- Max. vzletová: 141 000 kg
- Max. přistávací: 114 tun
- Užitečné zatížení: 37 000 kg
- Celkové množství paliva: 46,7 tun

### Výkony
- Cestovní rychlost: 781 km/h
- Cestovní dostup: 11 300 m
- Max. operační výška: 12 200 m
- Dolet s max. nákladem: 3 300 km
- Dolet s 30 tunovým nákladem: 4 500 km
- Dolet s 20 tunovým nákladem: 6 400 km
- Dolet: 8 700 km
- Přeletový dolet: 9260 km
- Délka vzletu: 940 m (hm. letounu 100 tun, nezpevněná plocha, ISA, hladina moře)
- Délka přistání: 625 m ditto

### Pohon
- 4 turbovrtulové motory EPI (EuroProp International) TP400-D6, 8 250 kW[35][36]
- Digitální ovládání motorů
- Vrtule:
  - průměr 5,33 m, 8listé kompozitní Ratier-Figeac FH386
  - stavitelný úhel náběhu listů, plný revers

### Ostatní
- Poloměr zatáčky (na zemi): 28,6 m
- Cena: kolem 100 milionů eur